# Dragon Ball
Dragon Ball (japonsky ドラゴンボール, Doragon Bóru) je japonská manga, kterou napsal a ilustroval Akira Torijama, který tak navázal na své předchozí úspěšné dílo Dr. Slump.
Dragon Ball vydávalo nakladatelství Šúeiša v časopise Šúkan šónen Jump od roku 1984 až do roku 1995. Všech 519 kapitol později vyšlo samostatně ve formátu tankóbon v celkem 42 svazcích.
Příběh je inspirován klasickém čínským románem Putování na západ a sleduje život hlavního hrdiny Son Goka od dětství až do dospělosti. Díky svému úspěchu byl Dragon Ball adaptován do tří televizních seriálů, sedmnácti filmů, tří televizních speciálů a množství videoher. Dragon Ball je celosvětově rozšířeným kultem i mnoho let po zakončení originální série a řadí se mezi ikony japonského umění a komiksu. V roce 2009 byla premiéra hraného filmu Dragon Ball Evolution a od dubna se vysílá nová verze Dragon Ball Z pod názvem Dragon Ball Kai.

## Příběh
Příběh vypráví o chlapci s opičím ocasem, kterého našel mistr bojových umění Son Gohan, žijící v lese v horách poblíž hory Paozu. Son Gohan dal chlapci jméno Son Goku podle oblohy, protože chlapec dočista spadl z nebe (Goku je odvozenina od slova nebe, nebeský).
Dědeček ho naučil všechno, co sám znal z bojových umění (základem bylo kung-fu), a poté, co zemřel, žil chlapec v horách sám. Ve věku dvanácti let se při cestě z ryb setká s dívkou z města, Bulmou, která je na stopě záhadným Dragon Ballům. Jsou to křišťálové koule, kterých je celkem sedm a jsou roztroušeny různě po světě. Mají oranžovou barvu a uvnitř červené hvězdičky, v každém Dragon Ballu určitý počet od jedné do sedmi. Podle hvězdiček mají taky své vlastní jméno tvořené stylem: číslo, hvězda, koule. Tzn. že Dragon Ball např. s pěti hvězdami bude pětihvězdičková koule nebo pětihvězdičkový Dragon Ball.
Bulma u Son Goka doma zjistí, že vlastní čtyřhvězdičkový Dragon Ball, o kterém si Goku myslí, že je v něm uložena duše mrtvého dědečka, a vyděsí se, když mu Bulma ukáže, že sama vlastní dva Dragon Bally.
Bulma vypráví, že jeden z nich našla na půdě a že když pátrala po jejich původu, zjistila, že podle jedné legendy jich má být sedm, roztroušených po celé planetě. Pokud je sesbírá jeden člověk, může kouzelnou formulí vyvolat dračího boha Šenlonga, který mu splní jakékoliv přání. Po menším přemlouvání se dvojice vydává na cestu, kde potkávají spoustu přátel i nepřátel. Později zjistí, že nejsou jediní, kdo pátrají po Dragon Ballech, a že se jejich moc dá ošklivě zneužít v rukou člověka lačnícího po moci a bohatství.
Jejich první nepřítel je císař Pilaf, který chce pomocí Dragon Ballů ovládnout svět. Předhánějí se spolu ve sběru Dragon Ballů, a protože každý jich chce všech sedm, často se střetávají na různých místech a v soubojích. Hlavní dvojice později potkává pouštního banditu Jamču a jeho kočku Puar, která umí měnit tvar, prase Ólong, které také dokáže změnit svůj vzhled, krále Oxe z Ohňové hory a jeho dceru Či-Či, nebo také perverzního mistra bojových umění Rošiho, přezdívaného želví poustevník, který později trénuje Gokua a jeho budoucího nejlepšího kamaráda Kuririna.

## Manga

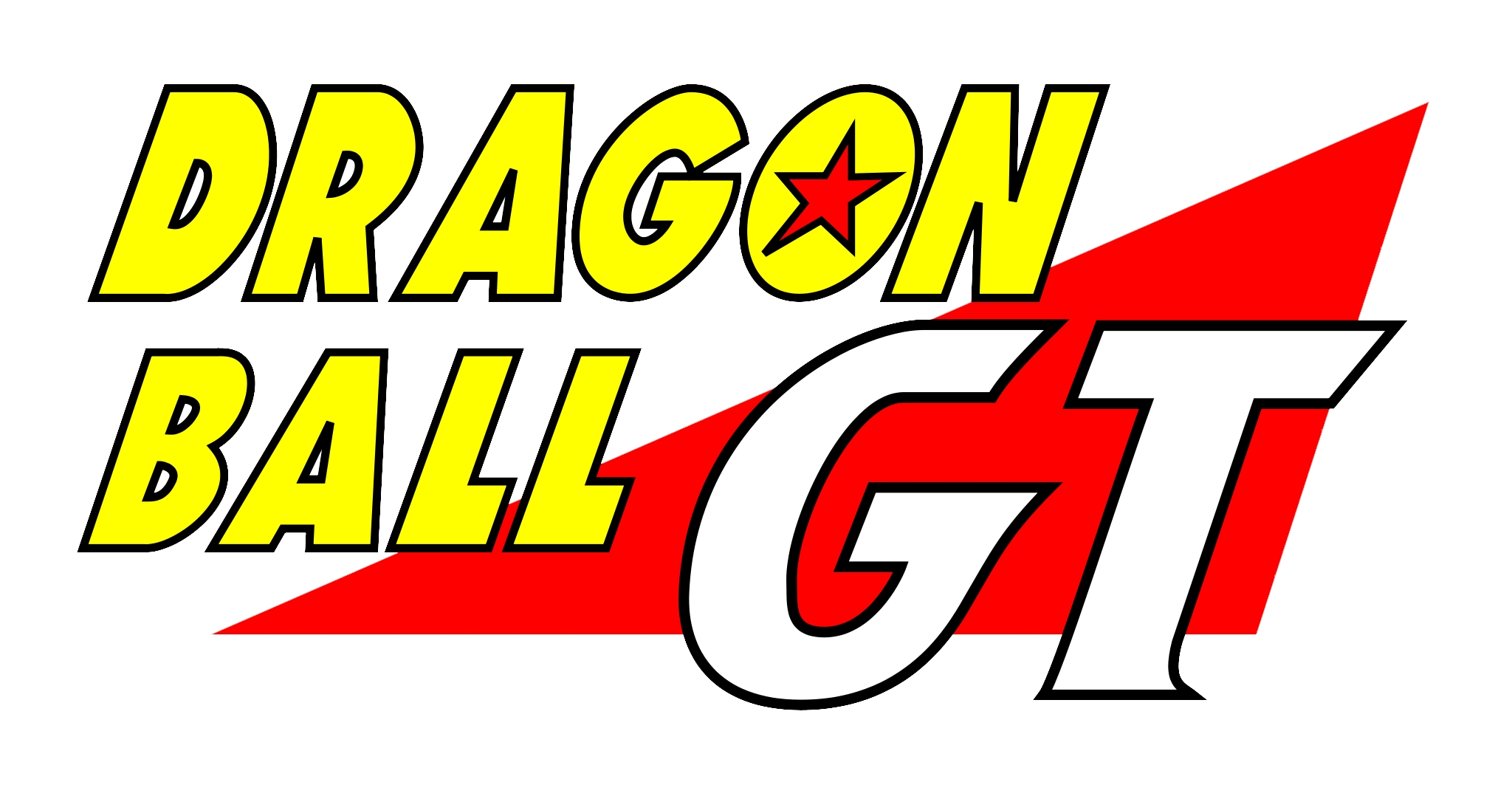
Logo Dragon Ball mangy

Dragon Ball byl napsán a ilustrován mangakou Akirou Torijamou a posléze vycházel od roku 1984 v magazínu Šúkan Šónen Jump po jednotlivých kapitolách. Celá série skončila na přání autora v roce 1995, protože se cítil unavený a zničený z 15 let práce, kterou Dragon Ballu věnoval. Dokonce se nechal slyšet, že chtěl Dragon Ball ukončit už dřív, po souboji s Cellem, ale tlak fanoušků a přemlouvání šéfredaktora časopisu Akiru přiměli, aby na komiksu pracoval dál.
Od roku 1985 do roku 1995 také Dragon Ball vycházel v knižní podobě jako tankóbon s celkovým počtem 42 svazků. V roce 2004 znovu vyšla celá série, přepracovaná do formátu kanzenban, který je oproti tankóbonu větší, a proto má tato série jen 34 knih. Navíc také obsahuje bonusový materiál, který dodělal sám autor. Jsou to například úplně nové ilustrace na obaly, nový přepracovaný závěr série a barevné verze několika stran.
Dále pak vyšly encyklopedie Daizenšú, čítající 10 knih s materiály a ilustracemi od samotného autora a týmu animátorů, kteří se podíleli na seriálu. Knihy popisují všechny postavy, místa, lokace, útoky, fakta, ale dokonce i věci ze zákulisí, jako návrhy postav a dějů v příběhu po rozhovory a vysvětlení veškerých situací. Knihy pokrývají původní komiks, ale také televizní seriál včetně filmů a speciálních snímků a předmětů. Vyšla i encyklopedie k sérii Dragon Ball GT, pod názvem Dragon Ball GT Perfect Files 1 a 2, ale na té už se autor nepodílel, kromě některých materiálů v encyklopedii, které pochází z doby výroby série GT.
Akira Torijama také parodoval sám sebe a svou sérii Dragon Ball další krátkou manga sérií, Neko Majin Z, ve které paroduje postavy a svět Dragon Ballu. Hlavní postavou je kočka Neko Majin, oblečená jako Son Goku, pro niž je nejdražší na světě figurka Son Goku ze sběratelské edice a je ochotna pro ni položit i život.
Autor se také setkal s některými z dalších mangaků, aby dali dohromady tzv. crossover, tedy propojení dvou nebo více příběhů do jednoho. Například propojení Dragon Ball a One Piece, kdy Torijama spolupracoval s tvůrcem One Piece a fanouškem Dragon Ballu Eiičiró Odou.

## Televize
Dragon Ball byl dva roky po vydání komiksu převeden společností Tóei Animation i na televizní obrazovky, kde následně pokračoval spolu s mangou. Premiéra seriálu byla 26. února 1986 na Fuji TV v Japonsku. Seriál běžel pod titulem Dragon Ball až do roku 1989, kdy na něj navázala novější série Dragon Ball Z a po jejím konci v roce 1996 třetí pokračování série pod názvem Dragon Ball GT.
Dragon Ball v televizi běžel v době, kdy ještě manga vycházela, i přesto se televizní adaptace držela své předlohy. Existují však malé odchylky od původního příběhu. To bylo způsobeno především tím, že jeden díl anime běžně trvá 20 minut a tvůrci seriálu v něm měli zpracovat přibližně 15 stran mangy. Často se tak stávalo, že v seriálu přibyly dialogy, postavy či souboje, které se v manze neobjevily. U většiny těchto změn a nových postav byl přítomen autor mangy, který novinky vymýšlel i schvaloval.

### Dragon Ball
Dragon Ball (japonsky ドラゴンボール, Doragon Bóru) byla vysílána v letech 1986 až 1989 a čítá 153 dílů. Vypráví o Son Gokovi od jeho dětství až do jeho rané dospělosti, kdy mu je 19 let.
Tato série pokrývá 16 knih mangy z celkových 42. Celá série se dělí ještě na tzv. ságy, pojmenované podle situace, období nebo nepřítele, se kterým se hrdinové v daných dílech potýkají.
V Japonsku se ságy dělí následovně:
- Son Goku (epizody 001–028)
- Red Ribbon Army (epizody 029–068)
- 22. Tenkaiči Budókai (epizody 069–101)
- Piccolo-Daimaó (epizody 102–132)
- 23. Tenkaiči Budókai (epizody 133–153)

A ve zbytku světa takto:
- Emperor Pilaf Saga (epizody 001–013)
- Tournament Saga (epizody 014–028)
- Red Ribbon Army Saga (epizody 029–045)
- General Blue Saga (epizody 046–057)
- Commander Red Saga (epizody 058–067)
- Fortuneteller Baba Saga (epizody 068–083)
- Tienšinhan Saga (epizody 084–101)
- Piccolo Daimao Saga (epizody 102–122)
- Piccolo Jr. Saga (epizody 123–153)

### Dragon Ball Z
Dragon Ball Z (japonsky ドラゴンボールZ(ぜっと, Doragon Bóru Zetto) začíná tam, kde končí první série a pokrývá zbylých 26 knih komiksu až do konce. Seriál běžel v letech 1989 až 1996 a čítá 291 dílů. Vypráví příběh o Son Gokovi v dospělosti a jeho dětech.
Tvůrci se rozhodli rozdělit Dragon Ball na dvě části přidáním písmena Z i přesto, že manga je až do konce pouze Dragon Ball. Vysvětlují to tak, že souboje jsou zde tvrdšího rázu, příběh se najednou stává složitějším, když zjišťujeme, že Son Goku vlastně není člověk a opravdu přišel z nebes, a že ve vesmíru je mnohem větší zlo, než se kterým se dosud potkal na Zemi. Také se objevují složitější zápletky než v první sérii. Přídavek Z k původnímu názvu vysvětluje sám Akira Torijama tak, že je to poslední písmeno abecedy a Dragon Ball Z pokrývá původní mangu od poloviny do závěrečné části.
V Japonsku se Dragon Ball Z dělí na následující ságy:
- Saijadžins (epizody 001–035)
- Freeza (epizody 036–116)
- Cell (epizody 117–194)
- Bú (epizody 195–291)

A ve zbytku světa takto:
- Vegeta Saga (epizody 001–035)
- Namek Saga (epizody 036–067)
- Captain Ginju Saga (epizody 068–074)
- Freeza Saga (epizody 075–107)
- Garlic Jr. Saga (epizody 108–116)
- Trunks Saga (epizody 117–124)
- Androids Saga (epizody 125–138)
- Imperfect Cell Saga (epizody 139–151)
- Perfect Cell Saga (epizody 152–164)
- Cell Games Saga (epizody 165–194)
- Great Saijaman Saga (epizody 195–208)
- World Tournament Saga (epizody 209–218)
- Babidi Saga (epizody 219–230)
- Madžin Bú Saga (epizody 231–252)
- Fusion Saga (epizody 253–274)
- Kid Bú Saga (epizody 275–291)

### Dragon Ball GT
Dragon Ball GT (japonsky ドラゴンボールGT, Doragon Bóru Dží Tí) je pokračování předchozích dvou sérií Dragon Ball a Dragon Ball Z. Tato série není vůbec založena na manze, protože ta skončila tam, kde Dragon Ball Z. Zjevně marketingový tah nebo nespokojenost fanoušků s koncem velmi populární série, která měla plně neuzavřený konec, přimělo Tóei Animation ve spolupráci s nakladatelstvím Šúeiša v Dragon Ballu pokračovat. Tato série běžela jen mezi lety 1996–1997 s celkovým počtem 64 dílů. Důvodem může být neúspěch ve srovnání s originální sérií nebo úcta k autorovi originální série, ke které nejspíš nechtěli přistavit konkurenta.
Tato série vypráví příběh pozdní dospělosti hrdiny Son Goku, který je svým starým známým nepřítelem, Císařem Pilafem, změněn zpátky na dítě pomocí Dragon Ballů, které se však liší od těch předchozích a jsou označeny jako původní, které byly stvořeny ještě před těmi klasickými. Jsou červené a mají černé hvězdy a po vykonání přání se rozletí do všech koutů vesmíru a pokud nebudou sesbírány zpět na Zemi, planeta vybuchne. Odtud tedy přípona GT – Grand Tour, velká výprava, protože hrdinové letí na výpravu do vesmíru, aby našli Dragon Bally a zachránily planetu Zemi.
I přes tvrzení fanoušků[kdo?], že Akira Torijama nemá co dočinění se sérií GT, to není pravda. Přímo se podílel na designech klíčových postav a jako konzultant a poradce u příběhu. V jednom rozhovoru na otázku, jaký má názor na Dragon Ball GT odpověděl: Je pravda, že GT nevychází z mojí původní série, ale zachovává ducha a atmosféru původního Dragon Ballu. A to je pro mě hlavní.[zdroj⁠?!]
Ságy v Dragon Ball GT:
- Black Star Dragon Ball Saga (epizody 01–16)
- Baby Saga (epizody 17–40)
- Super #17 Saga (epizody 41–47)
- Shadow Dragon Saga (epizody 48–64)

### Dragon Ball Kai
Dragon Ball Kai (japonsky ドラゴンボール改「カイ, Doragon Bóru Kai) byl ohlášen společností Tóei Animation na duben roku 2009 jako re-run (opakování) upravené verze původní série Dragon Ball Z. Seriál byl nově nastříhán a HD remasterován novou digitální technologií pro Japonskou televizi u příležitosti 20. výročí uvedení série Dragon Ball Z. Na sérii bylo provedeno spousty změn a vylepšení, například tyto:
- znovunahrání dialogů s původními herci (kromě těch, co již zemřeli),
- nový zvukový design s vylepšenými zvukovými efekty,
- nové začáteční a závěrečné znělky včetně titulní hudby a soundtracku v seriálu,
- 291 dílů bylo sestříháno na pouhých 100 (byl vyhozen všechen fillerový materiál včetně zbytečných dialogů),
- příběh se odvíjel rychle na základě původní předlohy,
- díky digitálnímu procesu byly odstraněny všechny škrábance a kazy na obrazu.

Nově se objevila rekapitulace života Son Goku z předešlé série Dragon Ball od dětství až po souboj s Ma-Juniorem (Piccolo) na Tenkaiči Budokai. Dále příběh tradičně začal Saija-džin ságou, ale držel se více originálního příběhu Akiry Torijamy s flashbacky z TV speciálu o otci Son Goka, Bardockovi. Díky nové digitální technologii byl záběr roztáhnut do stran s překresleným pozadím, takže v záběru vidíme to, co v seriálu, ani jeho dalších remasterovaných verzích nikdy vidět nebylo.

## Hlavní postavy
V Dragon Ballu je veliké množství postav, ale dějová linie se stále točí kolem několika hlavních postav, se kterými se známe od prvních dílů seriálu. Tato sestava se v průběhu série mění a některé postavy přibývají. Postavy z první ságy série Dragon Ball, jsou skoro všechny inspirovány podle staré Čínské knihy Cesta Na Západ. Většinu druhé série, Dragon Ball Z, nás provází 8 nejsilnějších bojovníků v čele se Son Goku a tato skupina je známá jako Z Warriors!. Akira Torijama je znám svým všudypřítomným smyslem pro humor a jeho zvykem je vymýšlet postavám v manze jména podle přesmyček. V Dragon Ballu má každá skupina postav určité téma, podle kterého mají charaktery v této skupině utvořena jména.
Tady je seznam a krátký popis několika klíčových postav + význam jejich jména utvořeného přesmyčkou názvu nebo slova:

### Hlavní kladné postavy
- Son Goku (孫 悟空, Son Gokú) – inspirován opičím králem. Vychoval ho nevlastní dědeček a naučil ho mistrovsky ovládat Kung Fu. Jeho zvláštností je ocas, díky němuž se může za úplňku změnit v obří gorilu (Ózaru). V dospělosti se ocasu kvůli bezpečí okolí zbaví a zjišťuje, že není z této planety. Vzhledem k tomu, že se v dětství praštil do hlavy a zároveň vyrůstal po smrti dědečka sám v divočině pod horou Paozu, tak je celkem dost jednoduchý a omezený, jediné co ho zajímá je jídlo a lidé co ho znají se denně ptají sami sebe, jestli je nebezpečnější jeho síla nebo jeho blbost. Jeho jméno znamená nebeský nebo také ten co přišel z nebes.
- Bulma (ブルマ, Buruma) – Mladá dívka z bohaté rodiny (její otec vymyslel Hoi-Poi kapsle, do kterých se vejde cokoliv, co do nich chcete dát, od televize až po dům), která je velice technicky nadaná a sestrojila si radar, kterým může lokalizovat Dragon Bally. Na začátku série se přidává k Son Goku, kterého chce využít jako bodyguarda. S jejich pomocí si chce opatřit ideálního přítele. Její jméno znamená bloomers, což jsou v překladu cvičební šortky pro děvčata.
- Jamča (ヤムチャ, Jamuča) – Pouštní bandita, který přepadává zabloudivší osoby a vozidla a krade jim Hoi-Poi kapsle. Je neuvěřitelně plachý vůči ženám, nemůže se na ně ani podívat, natož se jich dotknout. Když se dozví o Dragon Ballech, rozhodne se po nich jít na vlastní pěst, aby se zbavil svojí stydlivosti. Doprovází ho létající kočka, která se zároveň umí transformovat na věc nebo osobu, Puar. V Dragon Ball Z je Jamča jedním z členů Z Warriors. Jeho jméno odvozené od Jum ča znamená pití čaje.
- Son Gohan (孫 悟飯 ?, Son Gohan) – toto jméno patří dvěma různým osobám – první je Son Gokův nevlastní dědeček, druhou jeho syn, kterého pojmenoval právě po svém dědečkovi. Gokův syn Son Gohan se narodí před začátkem série Dragon Ball Z, kde jsme stejně jako u Son Goku svědky jeho cesty od dětství k dospělosti. Je v něm ukrytá hodně velká síla, která se probouzí jen na určitý podnět. Později se stává jedním z bojovníků Z Warriors. Zároveň od dětství tvrdě studuje, kvůli své matce a Gokuho manželce Či-Či. jeho jméno Gohan znamená uvařená rýže nebo jídlo.
- Krillin (クリリン, Kuririn) – Původně mnich z Oranžové kláštera, ze kterého ještě jako dítě odchází, aby studoval bojová umění pod věhlasným želvím poustevníkem, Muten Rošim. Tam se potkává se Son Goku, který u Rošiho studuje také a stává se tak jeho rivalem. Postupem času se ale spřátelí a Krillin se stává nejlepším přítelem Son Gokua. V sérii Dragon Ball Z je také jedním z bojovníků Z Warriors. Jeho jméno je utvořeno ze dvou částí, "kuri", to znamená kaštan, a "šórin", japonský výraz pro šaolin.
- Muten Roši (武天老師, Muten Róši) – Věhlasný mistr bojových umění a nejsilnější člověk na Zemi přezdívaný také Želví Poustevník. Údajně mu má být okolo 500 let. Stejně jako je známý díky bojovému umění, je také zároveň neuvěřitelně úchylný a jakmile je v blízkosti ženy, nejde pro prasečinku daleko. Jeho zábava ve volném čase je pozorování ženských pozadí při aerobiku v televizi a čtení erotických časopisů. Později také trénuje Son Gokua a Krillina ještě jako děti a poté se s nimi opakovaně účastní mistrovství světa v bojovém umění (Tenkaiči Budokai), kde zastupují Želví Školu. Muten Roši se zápasů účastní také, ale tajně, s přilepenou parukou a pod falešným jménem Jackie Chun. Jeho jméno se skládá z "Muten", jako mistr a čínského "laoshi", což znamená učitel.

### Hlavní záporné postavy
- Císař Pilaf (ピラフ, Pirafu) – První záporná postava v celé sérii. Je to modrý humanoid velmi malého vzrůstu, který nejspíše trpí napoleonským komplexem. Se svými poskoky, Mai a Šu, se snaží posbírat všech 7 Dragon Ballů a s jejich pomocí ovládnout svět jako jeho císař. Jméno Pilaf je označení pro misku na rýži.
- Red Ribbon Army – (Armáda červené stuhy) – Militantní organizace vedená komandérem Redem, která se snaží získat Dragon Bally pro nadvládu nad světem. Nikdo však nemá tušení, že si je chce tajně nechat pro sebe, aby díky nim mohl vyrůst, protože je to trpaslík velmi malého vzrůstu a v jeho přítomnosti nesmí být nikdo výš než on. Jména všech přímých členů Red Ribbon Army jsou odvozena od barev, např. komandér Red, adjutant Black, generál Blue, plukovník Silver, plukovník Violet, kapitán Yellow.
- Král démonů Piccolo – (ピッコロ大魔王, Pikkoro Daimaó) – Uvězněný v termosce technikou Mafuba, kterou na něj použil Muten Rošiho mistr Mutaito, který kvůli této technice přišel o život. Je vypuštěn na svobodu Pilafem a jeho poskoky a plánuje ovládnout svět a obrátit svět naruby, aby bylo zlo na místě dobra. Piccolo je ztělesněním všeho zla. Je pravým opakem boha Kamiho, stejně jako v naší kultuře Ďábel. Pomocí draka vyvolaného z Dragon Ballů získá zpátky svoje mládí a sílu a draka následně zabije. Před svou smrtí, kdy Son Goku pomocí úderu pěstí proletí jeho hrudním košem, Piccolo slibuje pomstu a vyvrhne vejce se svým klonem který po třech letech vyroste do dospělého jedince a je mnohem silnější než jeho předchůdce. Je znám pod jménem Piccolo Jr. a na turnaji Tenkaiči Budokai vystupuje jako Ma-Junior, aby se pomstil Son Gokuovi a dokončil, co jeho otec započal. Jméno Piccolo je označení pro hudební nástroj pikola.
- Freeza – (フリーザ, Furíza) – humanoid plazího charakteru a zároveň dobyvatel planet a sektorů ve vesmíru. Je považován za nejsilnějšího tvora ve vesmíru, ale málokdy se účastní boje. Špinavou práci za něj odvádějí vojáci z jeho obří armády, která brázdí vesmír a dobývá planety. Neustále sedí ve svém křesle, které je zároveň i vozítko, ve kterém se vozí aby nemusel chodit pěšky. Díky malému vzrůstu a drobné postavě velmi klame protivníky, ale ukrývá se v něm síla, jakou si nikdo nedokáže představit. Zároveň se umí transformovat do 3 po sobě jdoucích bojových forem. Při transformaci se mění jeho vzhled i výška a finální výsledek je prý jeho pravá podoba; v té první prý konzervuje svou nezměrnou energii. Může použít útok nazvaný Death Ball, což je koncentrovaná koule jeho energie, která se emituje z jeho ukazováčků na jedné či druhé ruce a dokáže zničit planetu, která po zásahu tímto útokem do pěti minut vybuchne. Jeho rasa nepotřebuje dýchat vzduch a díky tomu je schopen přežít v jakýchkoli podmínkách, včetně vesmíru, a to z Freezy dělá prakticky neporazitelného protivníka. Jeho jméno je odvozeno od Freeze, znamenající mráz a odkazuje hlavně na jeho krutost a ledové srdce.

## Hudba
Hudbu k televiznímu seriálu skládal japonský hudebník Šunsuke Kikuči. V průběhu let byly vydány a dodnes jsou vydávány soundtracky k seriálu i filmům na vinilech a CD u společnosti Columbia Records. Nejznámějšími skladbami Šunsuke Kikučiho je znělka k sérii Dragon Ball a Dragon Ball Z (Makafušigi Adventure), ostatní dvě (Čala-Head-Čala, We Gotta Power) složil Kendži Jamamoto a jsou zpívané předními japonskými J-popovými vokalisty, Hiroki Takahašim a Hironobu Kagejamou. Dále začaly hudbu k seriálu doplňovat různé kompilace, které obsahovaly tzv. image songs (skladby, které neměly přímou spojitost se seriálem nebo se v něm neobjevovaly – až na několik výjimek – ale vyšly na albu k seriálu a měly vokální podobu). Každá kompilace byla k těmto skladbám doplněna i úvodními a závěrečnými znělkami k dané sérii. Dále tu máme ještě soundtracky a kompilace, které obsahují hudbu z her s tematikou Dragon Ballu.
Hudebnímu doprovodu k Dragon Ball hrám jasně kraluje skladatel Kendži Jamamoto, který až na jednu výjimku (Dragon Ball Z Gaiden) složil hudbu zatím ke všem hrám, které dodnes v Japonsku vznikly.
Kapitolou samou o sobě je americká verze dabingu. Nejenže byly kompletně změněny dialogy, ale i podkladová hudba.
Když byl Dragon Ball Z v USA vysílán poprvé v roce 1995 pod taktovkou společnosti Saban, nahrál hudbu k prvním padesáti dílům Shuki Levy, který také skládal hudbu například do Power Rangers (Strážci vesmíru).
Když v roce 2001 seriál převzala společnost Funimation, neopustila nápad s americkým hudebním skóre a soundtrack ke zbylým dílům nahrál v USA, Bruce Faulconer. Později nahrál skóre i k prvním padesáti dílům, které měly naprosto odlišné skóre od Shuki Levyho.
Pouze v US dabingu série Dragon Ball byla zanechána originální japonská hudba od Šunsuke Kikučiho.

### Singly
- Dragon Ball
  - Makafušigi Adventure! (úvodní znělka) (1986)
- Dragon Ball Z
  - Ča-La Head-Ča-La (úvodní znělka) (1989)
  - We Gotta Power (úvodní znělka) (1993)
  - Kiseki no Big Fight (závěrečná znělka k 10. filmu) (1994)
  - Dragon Power ∞ (závěrečná znělka k 11. filmu) (1994)
  - Saikjó no Fusion (závěrečná znělka k 12. filmu) (1995)
  - Ore ga Jaranakja Dare ga Jaru (závěrečná znělka k 13. filmu) (1995)
- Dragon Ball GT
  - Dan Dan Kokoro Hikareteku (úvodní znělka) (1996)
  - Hitori Džanai (závěrečná znělka) (1996)
  - Don't You See! (závěrečná znělka) (1997)
  - Blue Velvet (závěrečná znělka) (1997)
  - Sabicuita Machine Gun de Ima o Učinukó (závěrečná znělka) (1997)

### Video hry
- - Ore wa Tokoton Tomaranai!! (úvodní znělka) (2005)

### Regulérní soundtracky
- Dragon Ball
  - Dragon Ball: Music Collection (1986)
  - Dragon Ball: Complete Song Collection (1991)
- Dragon Ball Z
  - Dragon Ball Z Hit Song Collection Series (Image Songs) (1989–1996)

### Americké soundtracky
- Dragon Ball
  - Dragon Ball: Original USA TV Soundtrack Recording (1995)
- Dragon Ball Z
  - Dragon Ball Z: Original USA Television Soundtrack (1996)
  - DRAGONBALL Z american soundtrack Series (Bruce Faulconer) (2001–2003)

### Soundtrackové Sety
- Dragon Ball & Dragon Ball Z: Great Complete Collection (1994)
- Dragon Ball Z: Hit Song Collection Best "Never Ending Story" (1996)
- Dragon Ball Z: Complete Song Collection (2003)
- Dragon Ball Z: Best Song Collection "Legend of Dragonworld" (2006)
- Dragon Ball Z: BGM Collection (2006)
- Dragon Ball Z Complete Song Collection Box: Mightiest Recorded Legend (2008)

### Filmové Soundtracky
- Dragon Ball
  - Dragon Ball: Saikjó e no Michi Original Soundtrack (1997)
- Dragon Ball Z
  - Dragon Ball Z: Music Collection Vol. 1 (1992)
  - Dragon Ball Z: Music Collection Vol. 2 (1993)
  - Dragon Ball Z: Kiken na Futari! Super Senši wa Nemurenai Music Collection (1994)
  - Dragon Ball Z: Super Senši Gekiha!! Kacu no wa Ore Da Music Collection (1994)

### Herní Soundtracky
- Dragon Ball Z Gaiden: Saijan Zecumecu Keikaku Original Soundtrack (1993)
- Dragon Ball Z: Super Butóden Original Soundtrack (1993)
- Dragon Ball Z: Super Butóden 2 Original Soundtrack (1993)
- Dragon Ball Z: Super Butóden 3 Original Soundtrack (1994)
- Dragon Ball Z: Super Gokuden Original Soundtrack (1995)
- Dragon Ball Z: Ultimate Battle 22 Game Music Birth Edition (1995)
- Dragon Ball Z: Game Music Awakening Edition (1995)
- Dragon Ball Z: Game Music Rebirth Edition (1996)
- Dragon Ball Z: Indainaru Dragon Ball Densecu Game Music (1996)
- Dragon Ball Final Bout: Original Soundtrack (1997)
- Dragon Ball Z & Z 2 Original Soundtrack (2005)
- Dragon Ball Z 3 Original Soundtrack (2005)
- Dragon Ball Z: Burst Limit Original Soundtrack (2008)

### Soundtracky kompilace
- Dragon Ball
  - Koro-chan Pack Dragon Ball Best (2007)
- Dragon Ball Z
  - Dragon Ball Z: Bukkun (1991)
  - Digital Dragon Ball The World (1994)
  - Bigbox Dragon Ball Z (1994)
  - Dragon Ball Z: The Best Selections (1995)
  - Dragon'98 Special Live (1998)
  - Dragon Ball Z: Music Fantasy (2001)
  - Dragon Ball Z: Best Remix 2006 ½ Special (2006)
  - Koro-chan Pack Dragon Ball Z Best (2007)

### Mini Soundtracky (EP)
- Dragon Ball
  - Inazuma Challenger (2008)
- Videohry
  - Super Survivor (2008)

### Různé
- Akira Torijama: The World (1990)
- Hironobu Kagejama Best Album 3: Mixture (1996)

### Bootlegy (Neoficiální)
- Dragon Ball Z
  - Dragon Ball Z: Dragon Ball Best Collection (1995)
  - Dragon Ball+Dragon Ball Z+Dragon Ball GT Theme Song Collection
- Dragon Ball GT
  - Dragon Ball GT: Live! (Obsahuje znělky k sérii Dragon Ball GT a zbytek skladeb je z alba Dragon Live 98)

## Filmy
Všechny série Dragon Ballu provázejí také filmy, které byly v Japonsku a jiných zemích určeny pro promítání v kinech nebo speciálně pro prezentační akce zaměřené na mangu a anime.
Dohromady je to 18 filmů a 4 televizní speciály, které se vysílaly souběžně se seriálem. Televizní speciály pokrývají úseky příběhu, které se neobjevily v seriálu (O otci Son Gokou, Bardockovi nebo o Budoucnosti Trunkse, než přišel do minulosti.), ale samotné filmy do dějové linie seriálu nijak nezapadají, pouze využívají postav a stejných období jako v seriálu + se objevují nové postavy, které jsou k vidění pouze ve filmu (Výjimkou je nyní nejnovější film Battle of Gods, který je potvrzen samotným autorem, že patří do příběhu). Na designech a nápadech se také podílel autor originální série.
Názvy filmů v seznamu dole jsou uvedeny v originálních názvech přeložených z japonštiny do angličtiny.

### TV speciály
- Dragon Ball Z: A Lonesome, Final Battle~The Father of the Z Warrior Son Goku, who Challenged Frieza
- Dragon Ball Z: Resistance to Despair!! The Remaining Super-Warriors, Gohan and Trunks
- Dragon Ball GT: Goku Sidestory! The Proof of his Courage is the Four-Star Ball
- Dragon Ball Z: Yo! Son Goku and His Friends Return!!

### Animované filmy
- Dragon Ball: The Legend of Šenron
- Dragon Ball: Sleeping Princess in Devil's Castle
- Dragon Ball: Mystical Adventure
- Dragon Ball: The Path to Ultimate Strength
- Dragon Ball Z: DragonBall Z – Return My Gohan!!
- Dragon Ball Z: The World's Strongest Guy
- Dragon Ball Z: Super Decisive Battle for Earth
- Dragon Ball Z: Super Saija-džin Son Goku
- Dragon Ball Z: The Incredible Strongest vs Strongest
- Dragon Ball Z: Clash!! 10,000,000,000 Powerful Warriors
- Dragon Ball Z: Extreme Battle!! The Three Great Super Saija-džin!
- Dragon Ball Z: Burn Up!! A Close – Intense – Super-Fierce Battle
- Dragon Ball Z: The Galaxy at the Brink!! The Super Incredible Guy
- Dragon Ball Z: The Dangerous Duo! Super-Warriors Can't Rest
- Dragon Ball Z: Super-Warrior Defeat!! I'm the One Who'll Win
- Dragon Ball Z: Rebirth of Fusion!! Goku and Vegeta
- Dragon Ball Z: Dragon Fist Explosion!! If Goku Won't Do it, Who Will
- Dragon Ball Z: Battle of Gods
- Dragon Ball Super: Broly

### Hrané filmy
- Dragonball: Evoluce

## Dragon Ball ve světě
Dragon Ball byl vysílán ve více než čtyřiceti zemích světa. Nejzajímavější je asi americká verze Dragon Ballu, která má sestříhané díly, rozsáhlou retuš a cenzuru. Hlavně má úplně jinak napsané dialogy a dokonce i vlastní hudbu.

### Seznam zemí, kde byl seriál vysílán
Severní Amerika
- Kanada
- Mexiko
- Spojené státy

Jižní Amerika
- Argentina
- Brazílie
- Chile
- Columbie
- Costa Rica
- Ekvádor
- El Salvador
- Guatemala
- Nikaragua
- Honduras
- Panama
- Paraguay
- Peru
- Venezuela

Evropa
- Francie
- Itálie
- Litva
- Maďarsko (pouze 1. polovina a později na VHS a DVD)
- Německo
- Nizozemsko
- Polsko
- Portugalsko
- Řecko
- Srbsko
- Španělsko
- Švýcarsko
- Velká Británie

Asie a Oceánie
- Austrálie
- Čína
- Hongkong
- Indie
- Indonésie
- Jižní Korea
- Malajsie
- Nový Zéland
- Filipíny
- Singapur
- Tchaj-wan
- Thajsko

Afrika
- Jihoafrická republika